# Antoine-Marie Héron de Villefosse

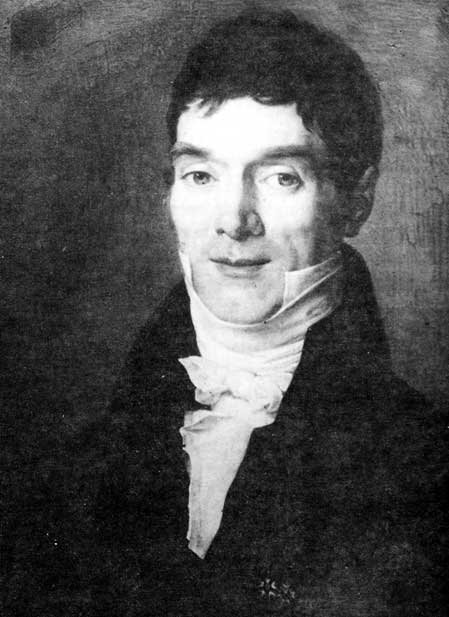
Antoine-Marie Héron de Villefosse

Antoine-Marie Héron de Villefosse (* 21. Juni 1774 in Paris; † 6. Juni 1852 in Caen) war ein französischer Bergingenieur.

## Leben
Villefosse beendete 1801 seine Studien mit dem Abschluss als Ingénieur des mines und wurde 1803 während der Napoleonischen Besetzung als Kommissar für den Harz eingesetzt. Napoleon Bonaparte ernannte ihn 1807 zum Generalinspekteur der Bergwerke zwischen Rhein und Weichsel. 1808 gab Villefosse eine Bergwerks- und Hüttenkarte für den Harz heraus. Villefosse machte 1809 Clausthal zu seinem Sitz und verfasste mit Julius Albert die Beschreibung über den Mineralienreichtum des bergmännischen Harzes. Daneben war er Herausgeber mehrerer Karten vom Gebiet zwischen Rhein, Elbe und Erzgebirge.
Nach dem Ende der Napoleonischen Kriege kehrte Villefosse nach Paris zurück und wurde durch Ludwig XVIII. zum Kabinettssekretär und Generalinspekteur 1. Klasse ernannt. 1834 trat er als Conseil des mines in den Ruhestand und verbrachte seinen Lebensabend in der Normandie.
Sein Hauptwerk ist das zwischen 1810 und 1819 erschienene dreibändige de la Richesse minérale mit dem zugehörigen Atlas de la Richesse Minérale.
1804 wurde er zum korrespondierenden Mitglied der Gesellschaft der Wissenschaften zu Göttingen, 1816 zum Mitglied der Académie des sciences und 1823 der Leopoldina gewählt.

## Schriften
- Kurze Geschichte der französischen Revolution, Dresden 1801
- Nivellement des Harzgebirges mit dem Barometer, Halle 1808
- De la Richesse Minérale, Paris 1810–1819
- Über den Mineral-Reichthum. Betrachtungen über die Berg-, Hütten- und Salzwerke verschiedener Staaten, sowohl hinsichtlich ihrer Production und Verwaltung, als auch des jetzigen Zustandes der Bergbau- und Hüttenkunde, 3 Bände, Sondershausen 1822–1823 (Digitalisat)